# Virtus Cagliari 2007-2008

## Formazione 2007-2008
- Dessalvi Valentina, Play/Guardia, 1988, 170 cm.
- Fava Eleonora, Play/Guardia, 1989, 175 cm.
- Marcello Patrizia, Guardia, 1976, 176 cm.
- Gaspari Sara, Playmaker, 1977, 170 cm.
- Puidokas Veronica, Ala, 1985, 182 cm.
- Saba Virginia, Guardia, 1982, 175 cm.
- Mazzoli Piera, Ala, 1974, 180 cm.
- Carta Beatrice, Playmaker, 1992, 172 cm.
- D'Hondt Gilliam Katherine, Pivot, 1982, 191 cm.
- Zudetich Federica, Ala/Pivot, 1976, 186 cm.
- Rizzuto Antonella, Play/Guardia, 1976, 165 cm.